# Code du tourisme (France)
Pour les autres articles nationaux ou selon les autres juridictions, voir Code du tourisme.
Le code du tourisme français est un recueil organisé de textes législatifs et réglementaires applicables en matière de droit du tourisme. Sa création récente fut motivée par l'hétérogénéité de la législation intéressant le secteur du tourisme. Cette dernière ayant évolué au fil du temps sans cohérence, l’accès au droit du tourisme était devenu complexe pour l’ensemble des acteurs du secteur. 

## Histoire
L'élaboration de ce code s'étale de 2000 à 2006.

### 2000
Décision d’entreprendre un travail de codification des textes relatifs au tourisme.

### 2003
La Commission supérieure de codification, puis le Conseil national du tourisme, valident la partie législative en mai 2003, après plusieurs concertations interministérielles. La loi du 2 juillet 2003 autorise le gouvernement à procéder par ordonnance pour l’adoption de la partie législative du code du tourisme. 

### 2004
Ordonnance du 20 décembre 2004 relative à la partie législative. 

### 2006
L’ordonnance du 20 décembre 2004 est ratifiée par la loi du 14 avril 2006 portant diverses dispositions relatives au tourisme. 
L’adoption de la partie réglementaire par un décret en Conseil d’Etat et un décret en Conseil des ministres du 6 septembre 2006 achève l’élaboration du code du tourisme. 

## Plan
Le code de 2006 est ordonné en quatre livres : 
- livre Ier : organisation générale du tourisme
- livre II : activités et professions du tourisme
- livre III : équipements et aménagements
- livre IV : financement de l’accès aux vacances et à la fiscalité du tourisme